# ホルム公国 (クラスヌィー・ホルム)
ホルム公国（ロシア語: Холмское княжество）はトヴェリ大公国の分領公国である。
1239年、トヴェリ大公アレクサンドルがジョチ・ウルスに処刑されたのち、アレクサンドルの子フセヴォロドがホルム（現クラスヌィー・ホルム）を受領して成立した。初代ホルム公フセヴォロドは、トヴェリ大公位をめぐりおじのヴァシーリーと権力闘争を行った。フセヴォロドの死後、ホルム公位は彼の子孫に受け継がれた。
1486年、トヴェリ大公国がモスクワ大公国に併合されると同時に、ホルム公国もまたモスクワ大公国領となった。ホルム公国消滅後のフセヴォロドの子孫はモスクワに仕え、貴族の一門ホルムスキー家をなした。